# 日本香堂
株式会社日本香堂（にっぽんこうどう、英: NIPPON KODO CO.,LTD.）は、線香の製造販売を手がける製造メーカーである。

## 概要

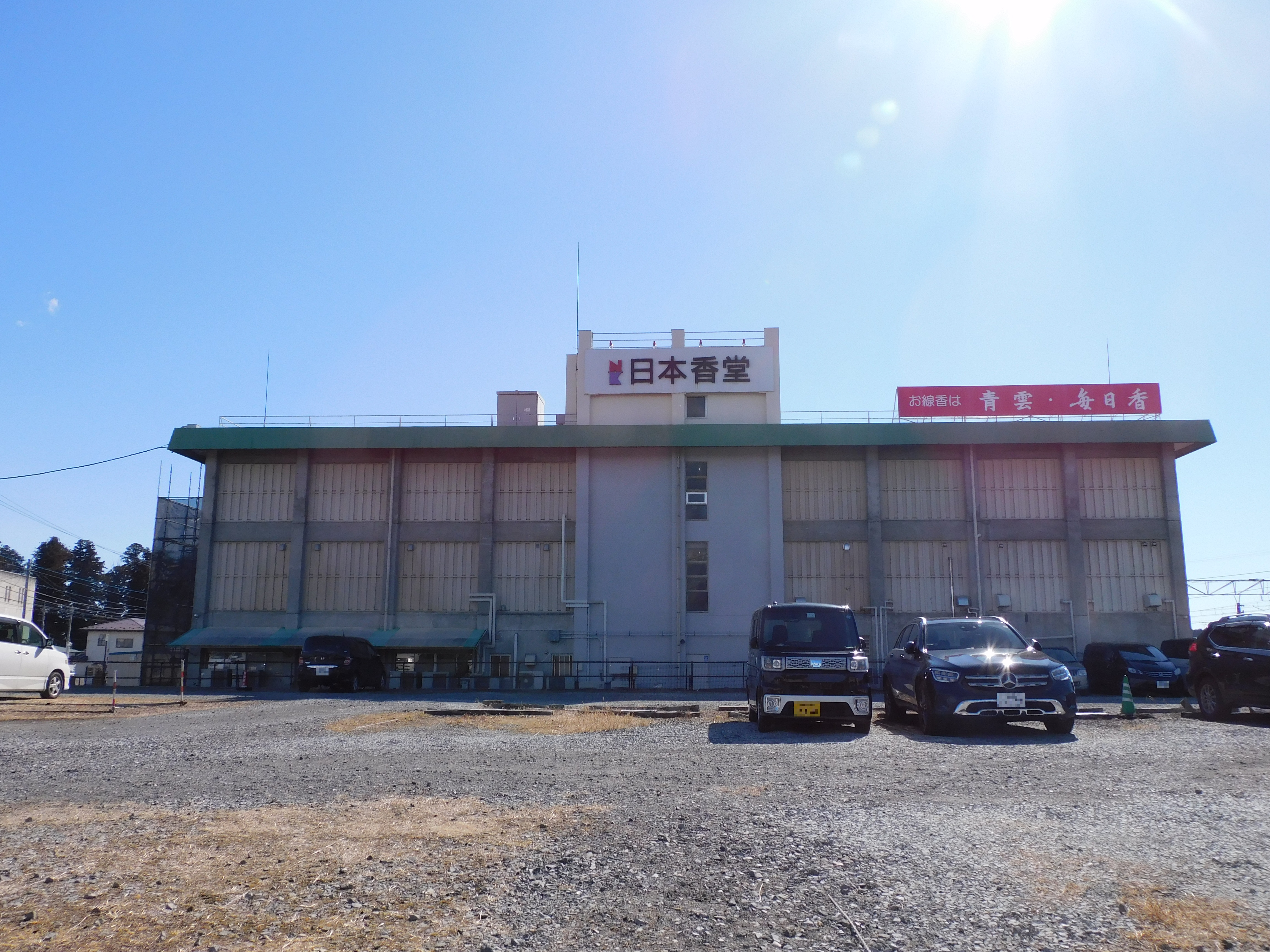
日光工場

兵庫県出石郡出石町（現：豊岡市）に生まれた小仲正規が、1920年（大正9年）に大阪へ出て、線香メーカーとして地位を確立していた孔官堂に入社し、1929年（昭和4年）に上京して、東京駐在所を開設した。1940年（昭和15年）には孔官堂東京工場の看板を掲げ、1942年（昭和17年）大阪孔官堂の了解を得て、現在の同社の前身に当たる「東京孔官堂」を設立した。
戦中、本社と東京工場も焼失するが、戦後1947年（昭和22年）鬼頭天薫堂 から線香の「毎日香」とお香の「花の花」のブランドを譲り受ける。
1965年（昭和40年）親会社である孔官堂が全株引き渡しを要求し、拒否した場合は主力商品「蘭月」の製造権や使用権を認めないとしたことを受け、孔官堂からの完全分離・独立を決断する。独立から1ヶ月で「青雲」を開発・発売。1966年（昭和41年）線香業界として画期的なテレビCMとラジオCMの広告宣伝を打ち、青雲はスーパーマーケットや専門店でも販売されるようになり、急成長を遂げる。あわせて社名を東京孔官堂から日本香堂へと変更する。
2011年（平成23年）、持株会社制へと移行した。
主力商品は線香、お香、焼香、香木、仏事用蝋燭、アロマキャンドルなどで、薫香市場のシェア50％を占める国内トップ企業である。上記商品の製造販売のみならず、フランス、アメリカ、ブラジル、アルゼンチン、国連本部などで、香道を紹介するイベントを開催したこともある。
商品のプロモーションを伴わない企業イメージを高める活動にも積極的で、全国の小中学生を対象にした「ふるさとのお盆の思い出絵画コンクール」は2000年（平成12年）より、毎年継続されており、2012年度は7万を超える点数の応募を集めている。

## 沿革
- 1575年（天正3年） - 創業[注釈 3]。
- 1929年（昭和4年） - 大阪府の老舗線香メーカー・孔官堂の東京出張所となる。
- 1942年（昭和17年） - 株式会社東京孔官堂[2] として独立。
- 1947年（昭和22年） - 東京都中央区銀座に本社を移転。同時に神奈川県鎌倉市に本店を置く、鬼頭天薫堂より「毎日香」の商標を譲り受け、同製品の製造を開始。
- 1965年（昭和40年） - 「青雲」発売[11]。
- 1966年（昭和41年） - 線香業界としては画期的なテレビコマーシャルを開始。社名を株式会社 日本香堂に変更。
- 1980年（昭和55年） - 小仲正久、社長就任。
- 1991年（平成3年） - 設立者・小仲正規、死去。
- 1992年（平成4年） - 小仲正浩、社長就任。小仲正久は会長就任、50周年を機にCI導入
- 2000年（平成12年） - 小仲正克、社長就任。
- 2003年（平成15年） - ベトナム工場設立。
- 2011年（平成23年）4月1日 - 関連会社の株式会社中央銀座ビルディングを吸収合併して、事業持株会社である株式会社 日本香堂ホールディングスに移行。同時に、旧法人の事業を継承した新法人株式会社日本香堂を設立。
- 2025年（令和7年）4月8日 - 「香十」の創業年から450年を迎えCIを改定[12]。

## グループ会社
- 日本香堂ホールディングス
- 香十天薫堂
- 日香プロモーション
- 日香リソーセス
- イオ
- 医心方
- NIPPON KODO, INC.
- CHUGIN (U.S.A.), INC.
- ESTEBAN
- KITOWA ほか

## 主要ブランド
- 毎日香
  - 新毎日香
  - 白檀毎日香
  - 毎日香ナチュラル
  - 毎日香モスグリーン
  - ライトスモーク毎日香
  - プレミアム毎日香アクア
  - 特選毎日香

- 青雲
  - 青雲バイオレット
  - 青雲ゴールド
  - 青雲アモーレ
  - 青雲クリーン
  - 青雲黒

- かたりべ
  - かたりべラベンダー
  - かたりべひのき
  - かたりべ白梅
  - かたりべさくら
  - かたりべばら

- やさしい時間
- 花いずみ
- 永寿
- 花風
- 太陽
- 芝山
- 司薫
- 花の花
- 毎日ローソク
他

## CM
- 5代目三遊亭圓楽は、1967年（昭和42年）のテレビコマーシャル開始以来、2009年（平成21年）に死去するまで「毎日香」のCMに出演。死去後も『「星の王子様」になった5代目三遊亭円楽師匠から』と題し、後述の6代目三遊亭円楽のCMが開始されるまで、生前に収録されたナレーションを放送していた。円楽一門会に所属する5代目圓楽の弟子も出演しており、「毎日ローソク」のCMに出演した6代目圓楽（当時の三遊亭楽太郎）のほか、落語家（三遊亭楽大）時代の伊集院光も「青雲」のCMに出演していた。
- 2010年（平成22年）2月から楽太郎が6代目圓楽を襲名し、同時に「毎日香」CMの語りを担当することになった。なお、CMはさだきち君やかおりちゃんが出てくるアニメ版から一転、円楽一門とは関係ない家族がお墓参り（彼岸前の時期に放送）や主人公の子どもの親の実家の仏壇参り（お盆及び彼岸の時期以外に放送）などに行ったり、お盆にナスやきゅうりで動物を作ったりする（お盆前の時期に放送）実写版となっている。また、CM音楽はオリジナルCMソングではなく、オリジナルインストゥルメンタルになっている。ただ、東北地方太平洋沖地震（東日本大震災）発生後の一時期は放送されず、当社が主催する絵画コンクール「子ども絵画館」で受賞した作品をアトランダムに放送、コンクールの選考委員長を務める画家の原田泰治がナレーションを務めるバージョンに差し替えられた。
  - 『笑点』でも、何度か楽太郎時代に師匠の毎日香・語りの後釜を狙っているとネタにした（あるいはされた）ことがあったが、6代目圓楽襲名と同時に現実になった。
- 現在の「青雲」のCMソングは林家たい平[注釈 4] の歌唱で、山田和樹の指揮の下、日本フィルハーモニー交響楽団の演奏をバックに歌唱するCMが2020年（令和2年）4月から放送されている[13]。過去には尾崎紀世彦や森田公一、錦織健が歌っており、このうち森田公一版は『GOLDEN☆BEST 森田公一 ヒット&シングルコレクション』に収録されている。東北地方太平洋沖地震（東日本大震災）発生後は、後半にあったナレーションを取りやめ、「強く生きよう、青雲。このたびの東北地方太平洋沖地震により、被災された皆様に心からお見舞い申し上げます。一日も早い復興をお祈りします。」というテロップ表示に差し替えていた。
- 「毎日ローソク」、「青雲アモーレ」などの近年のCMソングは里アンナによる。
- 「毎日ローソク」のCMには過去には前述の通り三遊亭楽太郎時代の6代目圓楽が出演していたが、現在はさとう宗幸がナレーターとして出演中。1980年代に放送された毎日香のCMソング「心のつばさ」はさとうの歌唱である。
- 近年では新たな需要創造に力を入れており、進物用線香の拡売には、喪中はがき等で遅れて死去を知った際の香典代わりとして利用されていることをCMを通して情報発信している。このシリーズは同社がスポンサーを務めるラジオ番組との連動で行われている。2008年（平成20年）・2009年（平成21年）・2012年（平成24年）は『はがきでこんにちは』のパーソナリティーである近石真介が出演している。特に5代目圓楽の逝去直後の『笑点』では、喪中はがきが届く時期でもあったため、この進物用線香のCMが放送されていた。また、2010年（平成22年）からは同じくTBSラジオ『大沢悠里のゆうゆうワイド』の『ゆうゆうポスト』のスポンサーでもあるため、テレビCMではカーラジオから流れてくる大沢悠里と西村知江子がトークをするという形で伝えている。
  - なお2013（平成25年）年度からは、笹野高史・北川弘美の両名が起用されている。
- 2012年（平成24年）からは、「新盆見舞い」にご進物用お線香を送る、というバージョンも開始され、こちらは中村梅雀が出演している。
- 5月第2日曜日の母の日の由来が亡き母を弔う式典がきっかけで始まったことから、天国の母を弔う「母の日参り」を推奨している。こちらは歌手の由紀さおりを起用したCMを母の日に合わせて放映していたが、2012年（平成24年）からは、湯原昌幸・荒木由美子夫妻の出演バージョン、2016年（平成28年）からは高島礼子の母娘編に交代となった。
- 東日本大震災後に行われた同社の社員旅行でのバスガイドからの手紙がきっかけで、2012年（平成24年）秋より「心のケータイ」と題した三行詩の募集と作品発表を行うことになり、CMでは青雲クリーンのプロモーションと併せて、さだまさしの歌唱とともに三行詩の作品が紹介されている。
  - 2014年（平成26年）からは、三行詩をベースとした、「母の日参り」ならぬ「父の日参り」のプロモーションを開始している。

### CMキャラクター
これらのキャラクターはPOP広告として販売店に提供される場合のある宣伝部材にあしらわれたものがあり、ポスターのほか板紙製の立て看板や回転灯篭、または団扇や下敷きなど顧客配布用のキャラクターグッズがみられる。
さだきち君
かおりちゃん

### CM出演者
語り・ナレーションも含む
- 笹野高史（2013年度からの「喪中見舞い」編に出演）
- 北川弘美（同上）
- 中村梅雀（新盆見舞い）
- 志水正義（同上）
- 高島礼子（母の日参り「かたりべ」）
- 杉浦琴乃（同上）
- 真夏竜（「やさしい時間」）
- 吉沢京子（同上）
- 長谷部瞳（同上）
- 林家たい平（「青雲の歌」編、2020年度 - ）
- 山田和樹（「青雲のうた」指揮、2020年度 - ）
- 斉藤 百花（お線香のもう一つの意味編、2024年 - ）
- 高田 和加子（お線香のもう一つの意味編、2024年 - ）

過去の出演者
- 三遊亭圓楽 (5代目)（「毎日香」の語り）
- 三遊亭円楽 (6代目)（「毎日香」の語り、過去には「毎日ローソク」三遊亭楽太郎時代）
- さとう宗幸（「毎日香」のCMソング※現在は「毎日ローソク」のナレーション）
- 伊集院光（「青雲」三遊亭楽大時代）
- 原田泰治（「毎日香」の語り）
- 内海桂子（「毎日ローソク」）
- 由紀さおり（母の日限定CM出演）
- 近石真介（進物用線香のナレーション（2008年 - 2009年、2012年度））
- 大沢悠里
- 西村知江子
- 湯原昌幸・荒木由美子夫妻（母の日参り「かたりべ」）
- 石丸謙二郎（「かたりべ」のナレーション）
- 窪田等（「青雲」のナレーション）

この他、Every Little Thingの持田香織が子役時代の1984年（昭和59年）、「青雲」のCMに凧揚げをする少女の一人として出演した。

## 提供番組

### テレビ
現在
- 笑点（日本テレビ、毎週日曜日）
- めざまし8（フジテレビ、毎週木曜日）
- ネプリーグ（フジテレビ、2015年10月 - 毎週月曜日）

過去
過去に放送された特撮番組等も含む。
- 火曜サスペンス劇場（日本テレビ、毎週火曜日）
- 朝のホットライン（TBS、隔日）
- ビッグモーニング（TBS、隔日）
- カミワザ・ワンダ（TBS、2016年10月分）
- はなまるマーケット（TBS、隔日）
- アッコにおまかせ!（TBS、毎週日曜日）
- 石坂・森口のくっきん夫婦（毎日放送、1991年4月 - 1992年3月、毎週金曜日）
- 月曜ドラマランド（フジテレビ、毎週月曜日）
- オレたちひょうきん族（フジテレビ、毎週土曜日・1982年4月〜）
- 森田一義アワー 笑っていいとも!（フジテレビ、隔日）
- クイズタイムショック（テレビ朝日、毎週木曜日）
- 仮面ライダー響鬼（テレビ朝日、毎週日曜日、2005年放送分）
- おはようワイド・土曜の朝に（朝日放送、毎週土曜日）
- ビートたけしのつくり方（フジテレビ、毎週木曜日）
- 3000万円クイズ（フジテレビ、毎週金曜日）
- サタ☆スマ（フジテレビ、毎週土曜日）
- おじゃマップ（フジテレビ、毎週水曜日）
- バイキング（フジテレビ、12時台）
- 情報プレゼンター とくダネ!（フジテレビ、毎週木曜日）
- ケータイ捜査官7（テレビ東京、毎週水曜日・2008年10月放送分）
- NARUTO（テレビ東京、毎週木曜日・2004年10月放送分）
- 笑点 なつかし版（BS日テレ、毎週火曜日）

### ラジオ
現在
- パンサー向井の＃ふらっと（TBSラジオ）
- 気分上昇ワイド ナルミッツ!!!（HBCラジオ）
- 平成ラヂオバラエティごぜん様さま・お便りさまさま（RCCラジオ、火・木のみ）
- 垣花正 あなたとハッピー!・天気予報 (ニッポン放送、火・木のみ)

過去
- 日本香堂ヒーリングステーション ときめきフォーエバー（RFラジオ日本）
- 大沢悠里のゆうゆうワイド・ゆうゆうポスト（TBSラジオ）
- 山ちゃん美香の朝ドキッ!・げさの朝ドキッ!（HBCラジオ）
- 有馬隼人とらじおと山瀬まみと（TBSラジオ）
- はがきでこんにちは（CBCラジオ・RKBラジオのみ）
- 伊集院光とらじおと（TBSラジオ）
- 伊集院光のおたよりください!（CBCラジオ・RKBラジオのみ）
- ありがとう浜村淳です（平日版）（MBSラジオ、-2024年3月29日）

## テレビ番組
- 日経スペシャル カンブリア宮殿 「日本の香りで世界を癒せ！」（2007年6月18日、テレビ東京）- 出演：会長 小仲正久[14]。

## 書籍

### 関連書籍
- 『アドベンチャー精神と価値創造経営 革新こそ新たな伝統を生む』（著者:小仲正久）（2004年3月11日、ダイヤモンド社）ISBN 9784478331071
- 『成熟市場の価値創造 時代に翻弄されない経営哲学』（著者:小仲正久）（2010年3月20日、東洋経済新報社）ISBN 9784492502068
- 『「美質」の時代 いま新しい日本がはじまる』（著者:小仲正久）（2012年1月21日、東洋経済新報社）ISBN 9784492521984